# Estação de Xidan
 A Estação de Xidan (Chines Simplificado: 西单站; Chines Tradicional:  西单站; Pinyin: Xīdān Zhàn) é uma estação da Linha 1 e da Linha 4 do Metrô de Pequim, localizada no distrito comercial de Xidan .  A estação possui em média 60.000 embarques e desembarques por dia. 

## Galeria

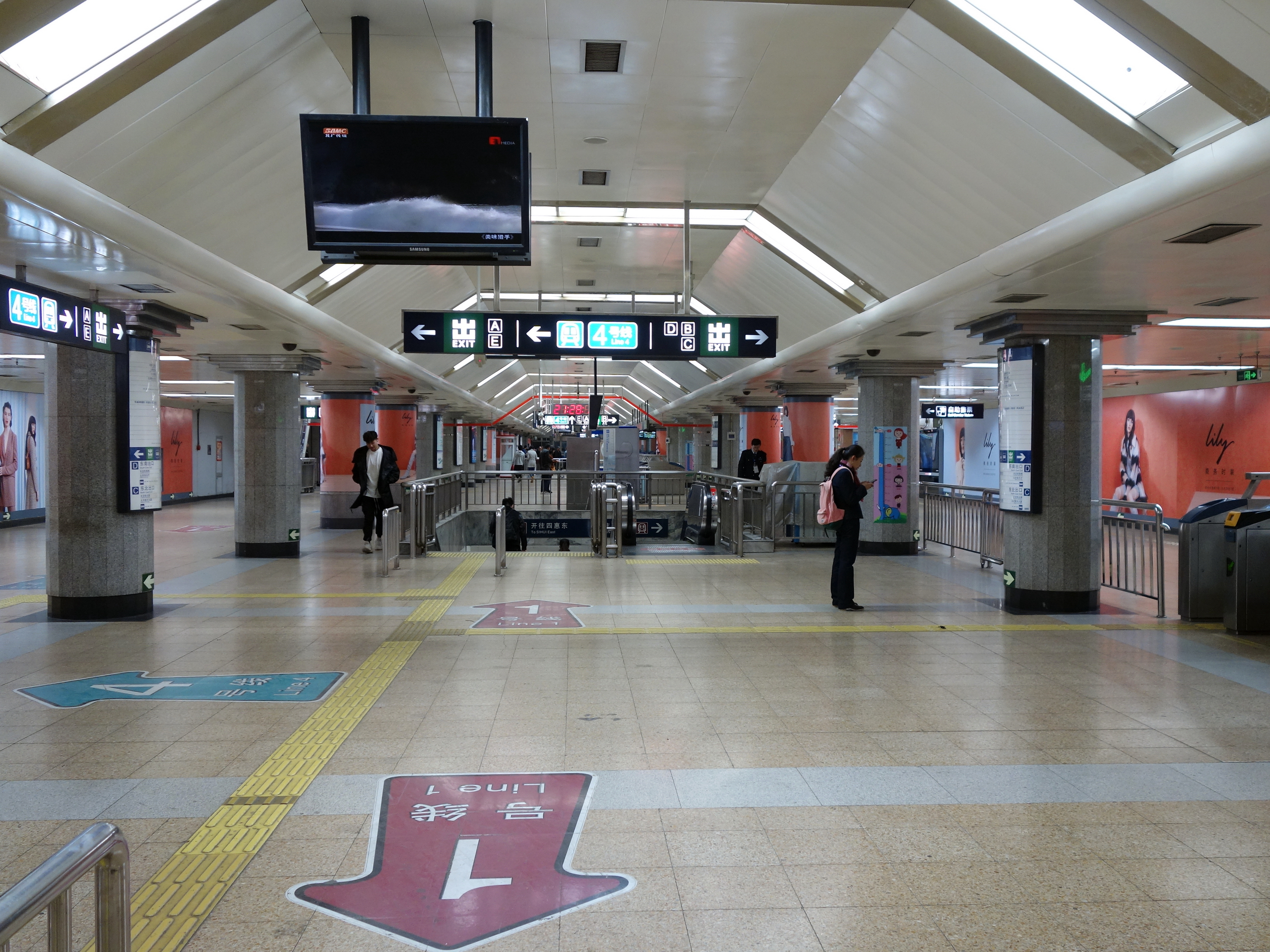
Estação de estação de Xidan (linha 1)
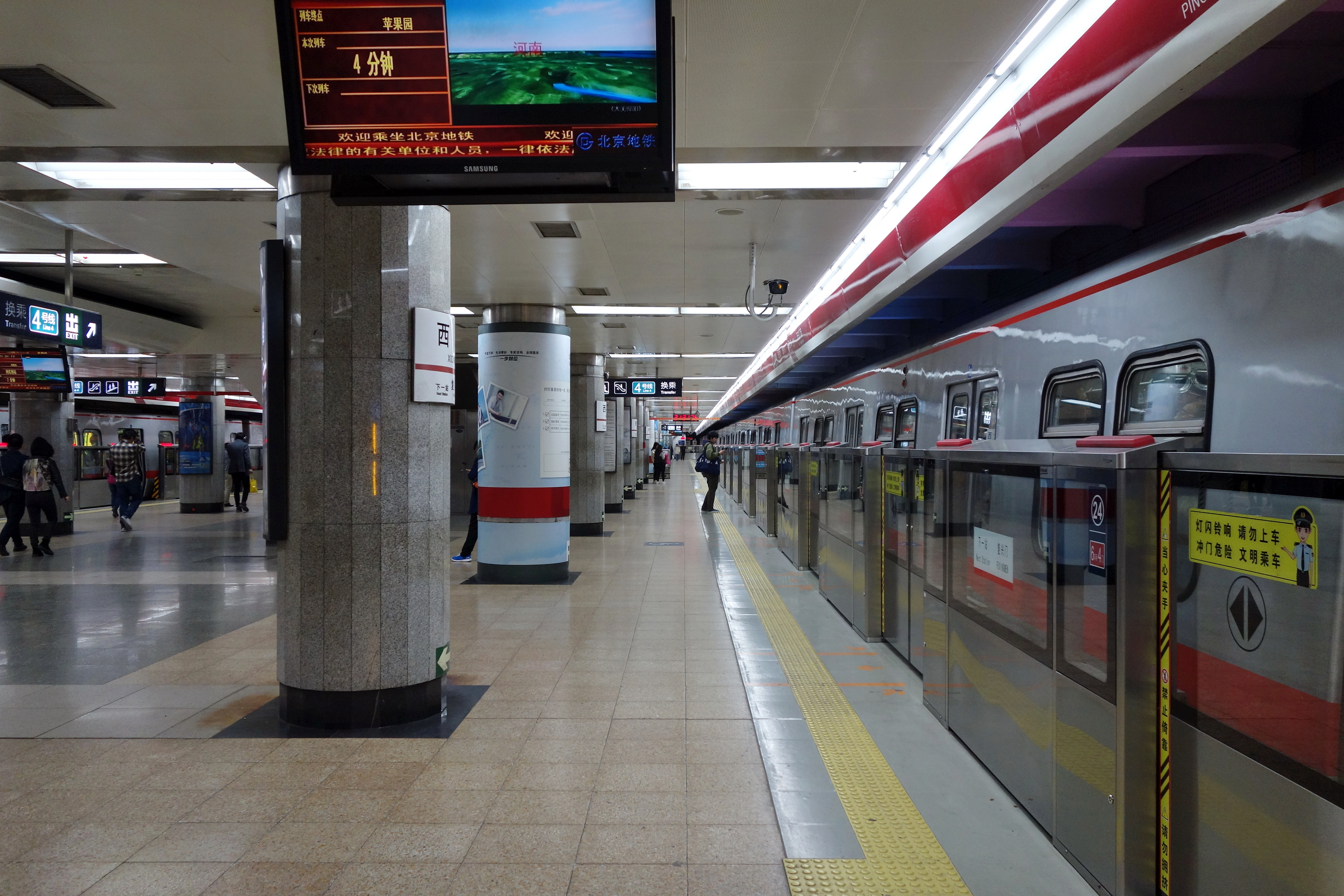
Plataforma da estação de Xidan (linha 1)
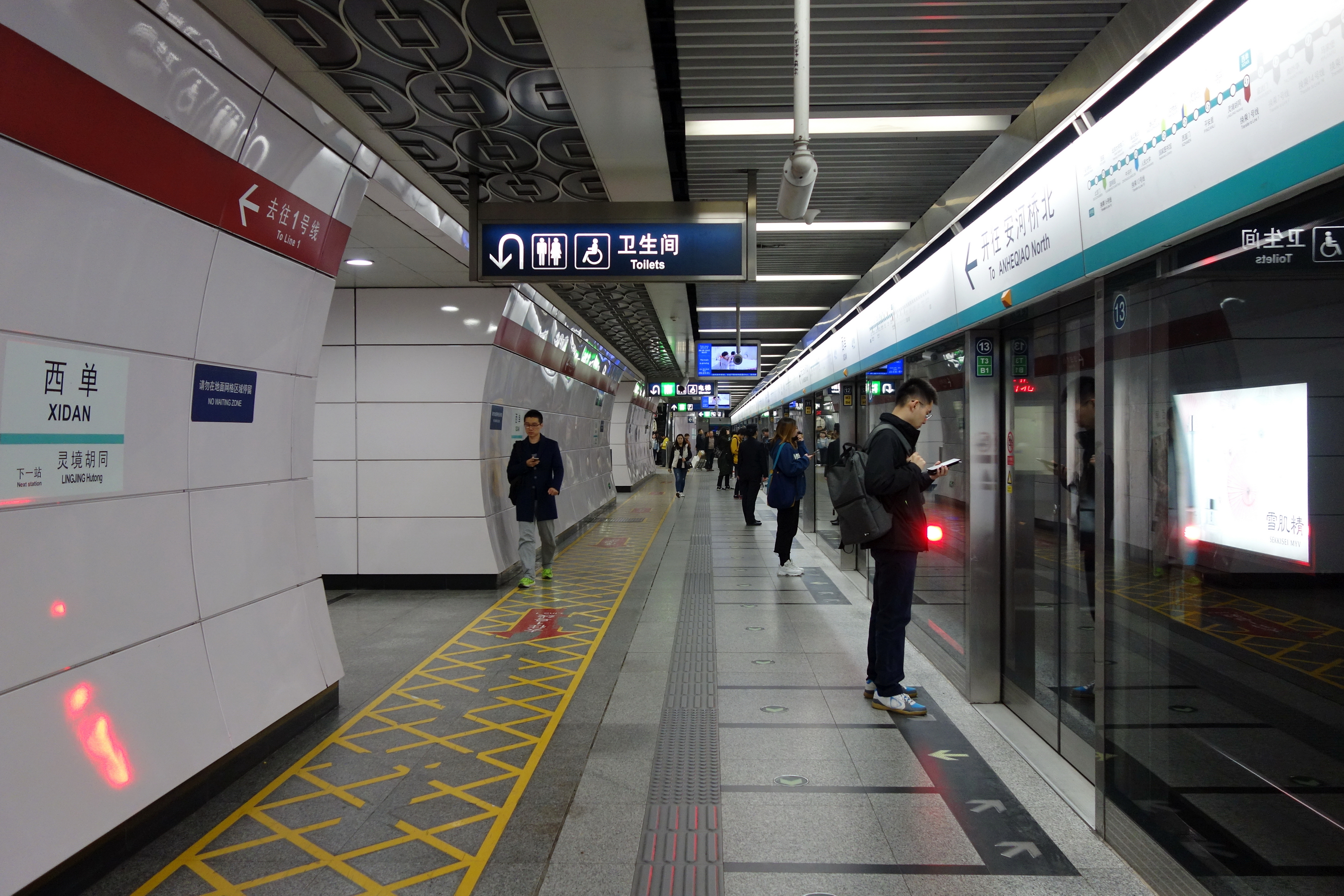
Plataforma da estação de Xidan (linha 4)